# Aventuras de Kirlian
Aventuras de Kirlian var ett spanskt indiepop/indierock-band under 1980-talet. De uppnådde aldrig någon större kommersiell framgång men fick en trofast lyssnarskara i Baskien. Deras musik påverkade spanska band under 1990-talet. Bandet bröt up 1989, och bandmedlemmarna gick ihop tillsammans med trummisen Gorka Ochoa och bildade det nya bandet Le Mans.
Grunden till bandet bestod av Ibon Errazkin och Teresa Iturrioz, som började jamma tillsammans under sommaren 1985. Från början spelade de båda elbas. I februari 1986 tillkom Jone Gabarain och Peru Izeta, och tillsammans bildade de bandet Aventuras de Kirlian.
Bandet bestod således av:
- Jone Gabarain - Sång
- Teresa Iturrioz - Bas
- Ibon Errazkin - Gitarr
- Peru Izeta - Trummor, Gitarr

## Diskografi
Album
- Aventuras de Kirlian (Dro, 1989)
- 1986-1988 (Elefant, 2001)

Singlar
- Víctor (Dro, 1989)
- Un día gris (Dro, 1989)